# 上山勝也
上山 勝也（うえやま かつや、1961年 - ）は、日本の実業家。串カツチェーン「だるま」を運営する株式会社一門会の代表取締役社長兼会長である。

## 人物
大阪市生野区出身。だるまの3代目大将が病に倒れ閉店危機になった際に上山と共にだるまの常連客であった浪速高校及び近畿大学ボクシング部の先輩である赤井英和からだるまを継ぐように説得される。そして当時勤めていた保険会社を辞め3代目大将の下で修行した後に4代目大将となる。その後は日本国内のみならず海外出店するまでに成長させる。
また社会貢献の一環として職親プロジェクトに参加している。

## 略歴
- 2001年11月：新世界の串カツ「だるま」引き継ぎ。
- 2003年1月：有限会社一門会設立。
- 2017年3月：外国人留学生の就労について入管難民法違反の疑いで、大阪府警天王寺警察署に書類送検されたが、起訴猶予処分となり不起訴になった[6]。
- 2020年12月：串カツ「だるま」のシンボル「だるま大臣」の12メートルの巨像が屋上に設置された「道頓堀だるまビル」を建設[7][8]。

## 著書
- 『二度づけはあきまへん 新世界だるまが歩んだ90年』（幻冬舎、2021/11/22)